# David Michôd
David Michôd (Sydney, 30 novembre 1972) è un regista, sceneggiatore, produttore cinematografico e attore australiano.

## Biografia
Michôd ha studiato presso la Sydney Grammar School, prima di trasferirsi a Melbourne per studiare arte presso l'Università di Melbourne. Dopo aver lavorato per il Victorian Department of Education, decide di frequentare la scuola di cinema. Tra il 2003 e il 2006 ha lavorato come editore per la rivista Inside Film.
Inizia la sua carriera da regista nel 2006 realizzando il cortometraggio Ezra White, LL.B.. Nel 2007 dirige un altro cortometraggio, Crossbow, presentato al Festival di Venezia e al Sundance Film Festival. Crossbow ha vinto diversi premi, tra cui per la miglior sceneggiatura di un cortometraggio assegnato dall'Australian Film Institute. L'anno seguente dirige un cortometraggio dal titolo Netherland Dwarf, presentato al Sundance Film Festival e al Festival di Berlino.
Nel 2008 co-dirige, assieme a Jennifer Peedon, il documentario Solo (che segue le gesta dell'avventuriero australiano Andrew McAuley, che intraprese una traversata solitaria in kayak dalla Tasmania alla Nuova Zelanda), mentre nel 2009 dirige il documentario Inside the Square (che segue il dietro le quinte della realizzazione del film The Square di Nash Edgerton).
Nel 2010 realizza il suo primo lungometraggio, Animal Kingdom, che ottiene un ottimo riscontro della critica e fa incetta di premi in tutto il mondo. Nel 2013 dirige anche un episodio della seconda stagione della serie televisiva targata HBO Enlightened.
Nel 2014 dirige il suo secondo film, intitolato The Rover, con protagonisti Guy Pearce e Robert Pattinson e un nano.

## Filmografia

### Regista
- Ezra White, LL.B. (2006) – cortometraggio
- Crossbow (2007) – cortometraggio
- Netherland Dwarf (2008) – cortometraggio
- Solo (2009) – documentario
- Inside the Square (2009) – documentario
- Animal Kingdom (2010)
- The Rover (2014)
- War Machine (2017)
- Il re (The King) (2019)

### Sceneggiatore
- Noise (2000) – cortometraggio
- The IF Thing (2005) – cortometraggio
- Ezra White, LL.B. (2006) – cortometraggio
- Dangerous – serie TV, 1 episodio (2007)
- Crossbow (2007) – cortometraggio
- Spider (2007) – cortometraggio
- I Love Sarah Jane (2008) – cortometraggio
- Netherland Dwarf (2008) – cortometraggio
- Animal Kingdom (2010)
- Hesher è stato qui (Hesher) (2010)
- Bear (2011) – cortometraggio
- The Rover (2014)
- War Machine (2017)
- Catch-22 – miniserie TV (2019)
- Il re (The King) (2019)

### Produttore
- The Rover (2014)
- Animal Kingdom – serie TV (2016)
- Il re (The King) (2019)